# Schmelzfilm
Schmelzfilme sind eine Arzneimittel-Darreichungsform, die oral eingenommen wird. Der Arzneiträger ist dünn, flexibel und zerfällt innerhalb von wenigen Sekunden bei Kontakt mit Speichelflüssigkeit. Schmelzfilme sind unterschiedlich groß, meist zwischen 2 und 8 cm², d. h. nicht größer als eine Ein-Cent-Münze.

## Einnahme der Darreichungsform
Der dünne Filmstreifen wird auf die Zunge gelegt und löst sich bei Kontakt mit Speichelflüssigkeit innerhalb von wenigen Sekunden auf. Der Wirkstoff wird teilweise über die Mundschleimhaut aufgenommen und wird somit nicht durch Resorptionsstörungen im Darm beeinträchtigt.

## Vorteile von Schmelzfilmen
- Einnahme ohne Wasser
- Auflösen innerhalb von wenigen Sekunden (im Gegensatz zu Schmelztabletten)
- Kontrollfunktion bei Patienten, die unter Schluckbeschwerden leiden oder die die Einnahme verweigern
- In Abhängigkeit vom Wirkstoff: beschleunigte Wirkstoffaufnahme

## Nachteile von Schmelzfilmen
- Begrenzte Wirkstoffbeladung: Filmfläche und -dicke können nicht beliebig erhöht werden.

## Abgrenzung gegenüber anderen oralen Darreichungsformen
Sowohl Tabletten, Lösungen, Schmelztabletten als auch Schmelzfilme werden oral eingenommen. Tabletten müssen mit Wasser eingenommen werden, dies ist für Lösungen, Schmelzfilme und Schmelztabletten nicht notwendig. Schmelzfilme zergehen bei Kontakt mit Speichelflüssigkeit innerhalb von wenigen Sekunden im Mund; das unterscheidet sie von Schmelztabletten, diese bleiben z. B. bei Altenheimpatienten oft für mehrere Stunden im Mundraum, bis sie sich auflösen. Lösungen sind für Patienten relativ leicht einzunehmen, jedoch können diese im Gegensatz zu den festen Darreichungsformen nur schwer exakt dosiert werden.

## Geschmack
Die Basismasse eines Schmelzfilms ist geschmacksneutral. Damit der Filmstreifen als Arzneimittel eingesetzt werden kann, muss ein Wirkstoff aufgetragen werden. Wirkstoffe können einen Eigengeschmack haben; dieser lässt sich jedoch meist maskieren, so dass ein Patient den Wirkstoff nicht mehr schmeckt. Hierfür werden z. B. Ionenaustauschharze oder Aromastoffe eingesetzt.

## Produktion und Entwicklung
Die Entwicklung von Schmelzfilmen orientiert sich an der Technologie der Pflasterproduktion. Auf einer Folie wird visköse Suspension verteilt und anschließend getrocknet. Später wird die Folie wieder entfernt und die Masse in kleine Stücke zerschnitten. Im Schmelzfilm enthalten sind neben dem Wirkstoff ein Filmbildner (Stärke oder Zellulosederivat), ein Weichmacher wie Propylenglycol oder Glycerol, ein Feuchthaltemittel wie Sorbitol, Xylitol oder Maltodextrin und Füllstoffe wie mikrokristalline Cellulose und Lösungsmittel (z. B. Ethanol, Wasser). Für die Maskierung des Geschmacks werden Süßstoffe oder auch Aromastoffe eingesetzt. Die Firma Hexal, ist das erste Pharmaunternehmen das mit Risperidon HEXAL® SF (seit dem 1. Oktober 2010) einen Schmelzfilm in Europa als Arzneimittel auf den Markt gebracht hat.

## Weitere Anwendung
Auch außerhalb der Arzneimittel wird diese Technik verwendet, z. B. als „Pfefferminzblättchen“ verschiedener Hersteller.